# Qamschybek Qongqabajew

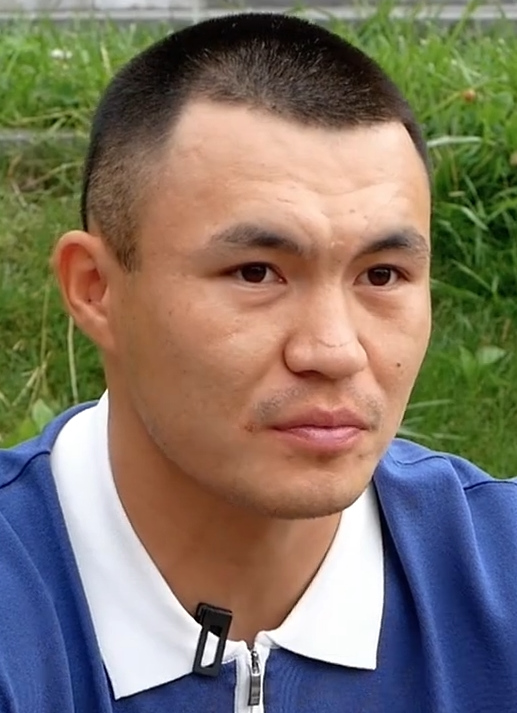
Qamschybek Qongqabajew (2020)

Qamschybek Bissenbajuly Qongqabajew (kasachisch Қамшыбек Бисенбайұлы Қоңқабаев, russisch Камшыбек Бисенбаевич Конкабаев / Kamschybek Bissenbajewitsch Konkabajew; englisch Kamshybek Kunkabayev; * 18. November 1991 in Ksyl-Orda, Kasachische SSR, Sowjetunion) ist ein kasachischer Amateurboxer im Superschwergewicht.

## Karriere
Unter anderem gewann Qongqabajew mit Siegen über Tolek Erbolat, Satish Kumar und Hussein Iashaish die Silbermedaille bei den Asienmeisterschaften in Taschkent im Jahre 2017.
Dadurch war er für die Boxweltmeisterschaften, die im selben Jahr in Hamburg ausgetragen wurden, qualifiziert. Dort schlug er im Achtelfinale den Deutschen Max Keller mit 5:0 Richterstimmen klar und den Usbeken Bahodir Jalolov im Viertelfinale knapp mit 3:2 Richterstimmen nach Punkten. Im Halbfinale setzte er sich auch gegen den Kameruner Arsène Fokou Fosso einstimmig nach Punkten durch. Im Finale verlor er dann gegen den Aserbaidschaner Məhəmmədrəsul Məcidov.
Bei den Asienmeisterschaften 2019, 2021 und 2022, sowie den Weltmeisterschaften 2019, gewann er jeweils die Silbermedaille.
Er qualifizierte sich zur Teilnahme an den 2021 in Tokio ausgetragenen Olympischen Spielen, wo er Yousry Hafez und Iwan Werjassow besiegte, ehe er im Halbfinale mit einer Bronzemedaille gegen Richard Torrez ausschied. Während der Eröffnungsfeier (gemeinsam mit dem Leichtathletin Olga Rypakowa) sowie auch der Schlussfeier war er der Fahnenträger seiner Nation.
Bei den Olympischen Spielen 2024 in Paris verlor er im Vorrundenkampf gegen den Spanier Ayoub Ghadfa.